# بخش چهاردانگه (ساری)
چهاردانگه یکی از بخش‌های شش‌گانه شهرستان ساری در استان مازندران در ایران است. شهر کیاسر مرکز این بخش است.

از قلّه‌های مهم این بخش شاه‌دژ با بلندایی نزدیک به ۲۸۰۳ متر، سفیدکوه با بلندای ۲۶۲۰ و کوه (و نه قله) چهارنو با ۲۸۸۱ متر ارتفاع می‌باشد.
این بخش دارای یک شهرک صنعتی است و کارخانه مازند سیکلت در آن فعال می‌باشد. روستای چورت هم اکنون بزرگترین روستای بخش چهاردانگه میباشد
سه منطقه گردشگری را در چهاردانگه ساری باید دید:
1. باداب سورت در دهستان پشتکوه
2. دریاچه میانشه در روستای چورت
3. دریاچه پله در دهستان چهاردانگه

## تقسیمات کشوری
- دهستان پشتکوه

دهستان‌های بخش چهردانگه در نقشهٔ دهستان‌های شهرستان ساری. شویلاشت در دهستان گرماب کیاسر در دهستان چهاردانگه اروست در دهستان پشتکوه

- دهستان چهاردانگه (که در گذشته با تعداد روستاهای کمتر دهستان نرم‌آب‌دوسر نامیده می‌شد و از توابع بخش دودانگه بود)
- دهستان گرماب

شهرها: کیاسر

## جمعیت
بنابر سرشماری مرکز آمار ایران، جمعیت چهار دانگه شهرستان ساری در سال ۱۳۹۵ برابر با ۱۷٬۳۷۶ نفر بوده‌است.

## وجه تسمیه
اهالی مناطق دودانگه و چهاردانگه می‌گویند این ناحیه به عمادالدوله، فرزند زین‌العابدین تعلق داشته و که وی این مناطق ره بین ۳ پسر خود تقسیم می‌کند، چهار دانگ را به دو برادر تنی، و دو دانگ را به آن یکی پسرش (که از مادری غیر از آن دو نفر بود) می‌سپارد.

## نگارخانه

گندم‌زارهای پیرامون سیاوش‌کلا در بخش چهاردانگهٔ شهرستان ساری
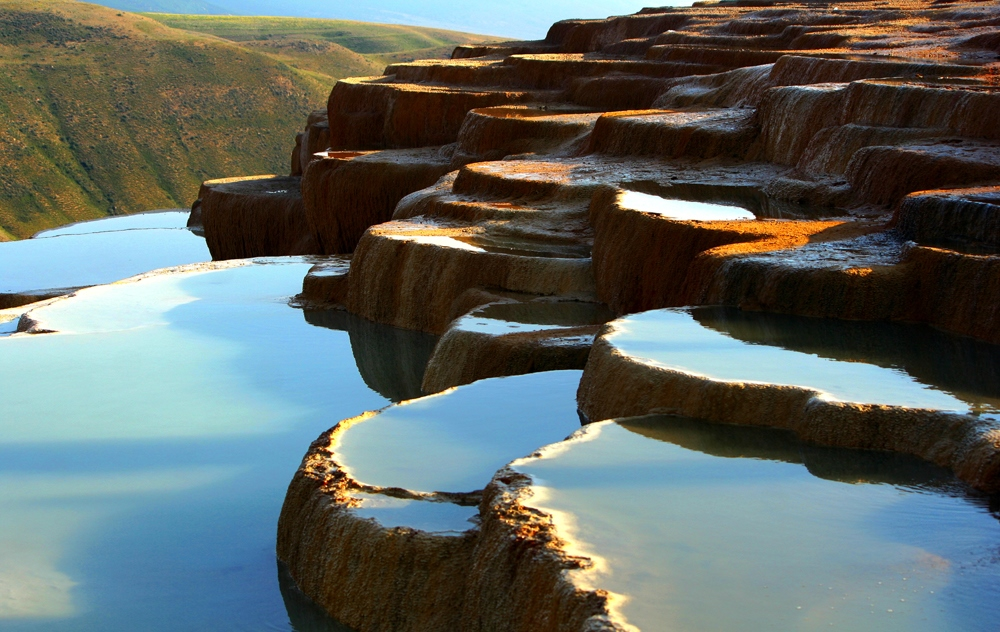
باداب سورت
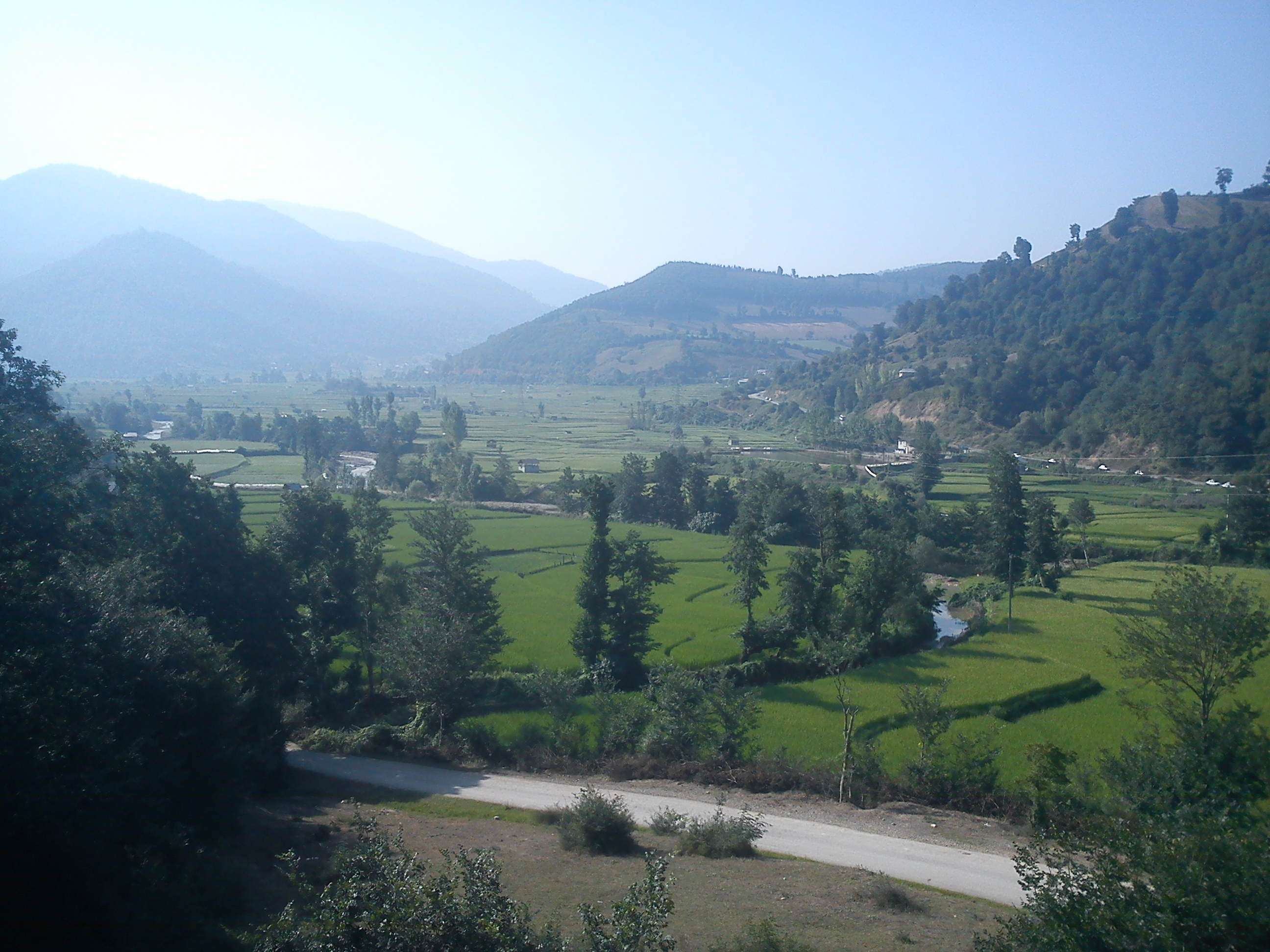
جادهٔ ساری-سمنان. شالی‌زارهای پیرامون پل گرماب
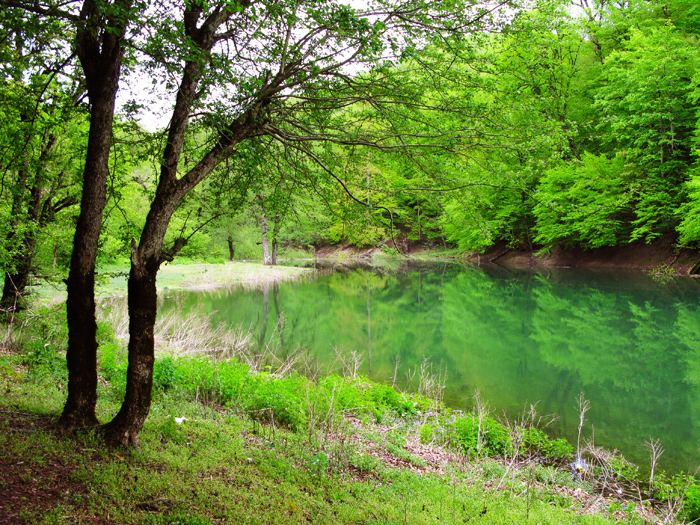
دریاچهٔ میانشه
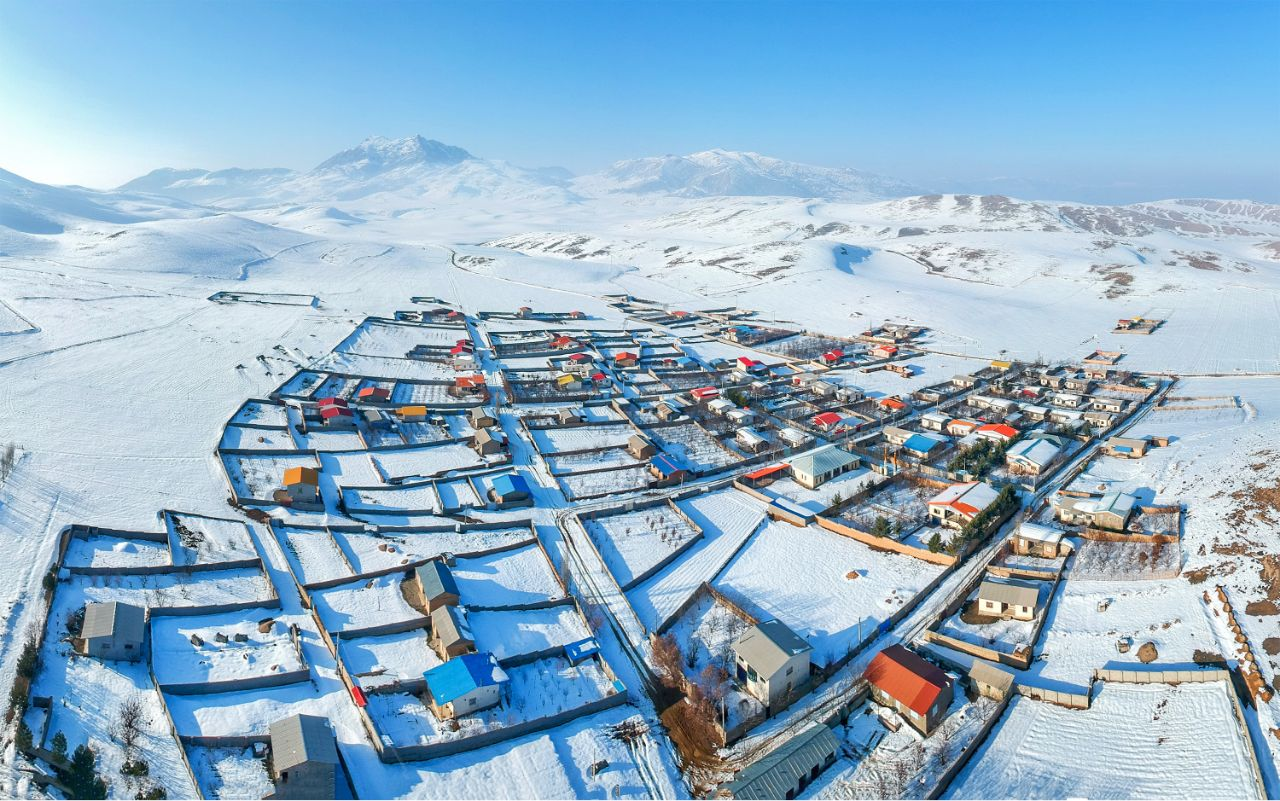
میرافضل واوسر